# Бой у Бржезницы
Бой у Бржезницы — сражение между польскими повстанцами и русской армией в ходе восстания 1863—64 годов, на территории Царства Польского. Закончилось поражением повстанцев.

## Ход
8 (20) февраля группа повстанцев повредила телеграфную линию и железнодорожные пути между станциями Рогов и Рокоцин, после чего скрылись у местечка Бржезницы. Узнав об этом 11-я линейная рота Белозёрского пехотного полка, под командованием поручика Шольца, пройдя вдоль железнодорожной линии, соединилась у станции Рокоцин с ротой Полоцкого пехотного полка. 100 солдат остались охранять ремонтные работы, в то время как остальная часть под командованием штабс-капитана Опошинского выдвинулась на поиск повстанцев к Бржезнице. 
Прибыв к месту и не обнаружив мятежников, русские войска отправились в Лодзь. Там русские получили информацию о том, что повстанцы, скрывавшиеся в лесах, вернулись к Бржезнице. Распустив слух о движении к Бржезнице, русские войска выдвинулись к Концепольскому лесу, где обнаружили группу мятежников. Внезапным ударом повстанцы были разбиты, и на протяжении 6-и вёрст преследуемы русскими войсками. Потери повстанцев по русским данным составили 300 человек убитыми, 100 ранеными, 84 пленными. Весь польский лагерь достался русским, и в нём было взято 3 мортиры, 1 знамя и много стрелкового оружия. Потери русских составили 1 убитый, 1 пропавший без вести и 2 раненых. 